# Music to Listen To...
Music to Listen to~Dance to~Blaze to~Pray to~Feed to~Sleep to~Talk to~Grind to~Trip to~Breathe to~Help to~Hurt to~Scroll to~Roll to~Love to~Hate to~Learn Too~Plot to~Play to~Be to~Feel to~Breed to~Sweat to~Dream to~Hide to~Live to~Die to~Go To (сокр. Music to listen to) — мини-альбом британской рок-группы Bring Me the Horizon. Был выпущен 27 декабря 2019 года без предварительного анонса. Релиз спродюсирован вокалистом группы Оливером Сайксом и клавишником Джорданом Фишем. На альбоме присутствуют совместный треки с несколькими исполнителями, включая американскую певицу Холзи и британскую группу Yonaka.

## История
Несмотря на то, что релиз длиннее любого из студийных альбомов группы, Music to Listen To… считается EP, хотя другие источники называют его альбомом. Релиз состоялся вскоре после интервью с вокалистом Оливером Сайксом, в котором он обсуждал планы на более экспериментальные релизы, заявив:
«Мы не собираемся выпускать альбом снова, может быть, никогда.»
Он оставался без анонса до дня его выхода.
Music to listen to… продолжал течение в том жанре, какой был на их шестом студийном альбоме Amo, который включает в себя совместные работы с Граймс и Дэни Филтом.
На песню «¿» была приглашена поп-певица Холзи, с которой Сайкс и Фиш познакомились, когда продюсировали её собственную песню «Experiment on Me» для саундтрека к фильму «Хищные птицы». Среди других артистов — знакомые по турам и фестивалям Yonaka и Lotus Eater, а также инди-поп-группа Happyalone и хип-хоп-исполнитель Bexey.

## Треклист
| №                   | Название | Длительность |
| ------------------- | --- | ------------ |
| 1.                  | «Steal Something» | 10:12        |
| 2.                  | «Candy Truck / You Expected: LAB Your Result: Green»                                                                   | 7:15         |
| 3.                  | «A Devastating Liberation»                                                                                             | 4:40         |
| 4.                  | «¿» (совместно с Halsey)                                                                                               | 5:13         |
| 5.                  | «Underground Big {HEADFULOFHYENAS}» (совместно с Baxey, Lotus Eater)                                                   | 24:06        |
| 6.                  | «"like seeing spiders running riot on your lover's grave" » (совместно с Happyalone)                                   | 6:39         |
| 7.                  | «Dead Dolphin Sounds 'Aid Brain Growth in Unborn Child' Virtual Therapy / Nature Healing 2 Hours» (совместно с Toriel) | 10:10        |
| 8.                  | «±ªþ³§» (совместно с Yonaka)                                                                                           | 7:18         |
| Общая длительность: | Общая длительность: | 75:35        |